# Mercedes-Benz W154
Chronologie des modèles (1938-1939)
Mercedes-Benz W125 Mercedes-Benz W165

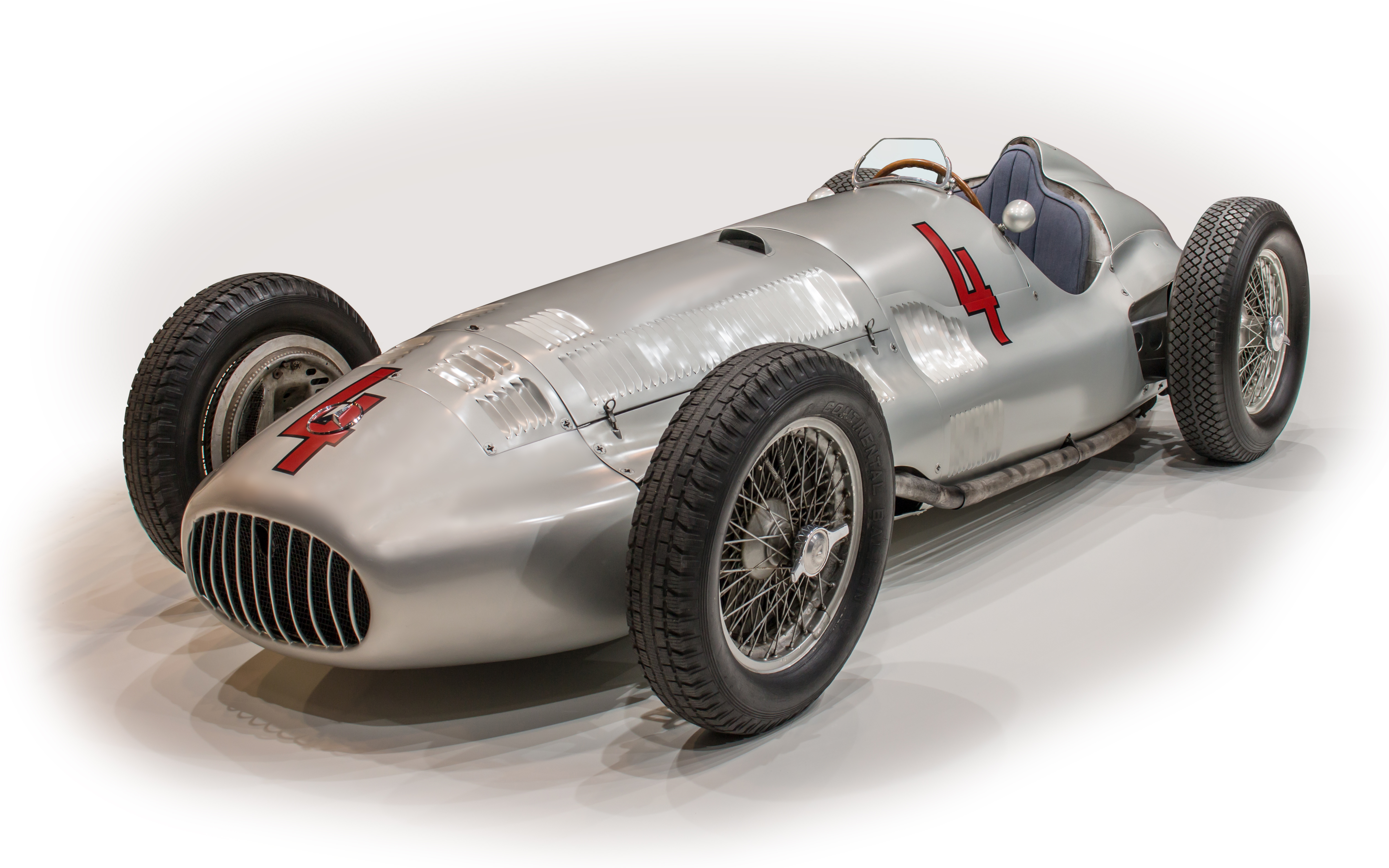
Mercedes-Benz W 154

La Mercedes-Benz W154 est une voiture de Grand Prix conçue par Rudolf Uhlenhaut pour les saisons 1938 et 1939 des Grands Prix. Elle permet à l'allemand Rudolf Caracciola de remporter son troisième et dernier titre de champion d'Europe des pilotes et à de nombreux autres pilotes de finir aux places d'honneur.
Le W154 a été créé en remplacement de la W125, à la suite du changement de règle imposé par l'AIACR, qui imposait aux moteurs suralimentés de limiter leur cylindrée à 3 000 cm3. Comme la W125 utilisait un moteur de 5 700 cm3, elle se retrouvait donc inéligible aux courses du Championnat d'Europe des pilotes. Mercedes a donc dû se conformer à la nouvelle réglementation et a conçu la W154.
Bien que l'utilisation en 1939 du châssis de la voiture de 1938 ne posât pas problème, le moteur type M154 fut remplacé par le moteur type M163. Certains appellent à tort la monoplace de 1939 la Mercedes-Benz W163.

## Concept
Pour la saison 1938 des Grands Prix, l'AIACR, l'autorité régissant les courses décide de créer une formule où la cylindrée des moteurs serait limitée et où le poids minimal et le poids maximal seraient fonction de cette même cylindrée. La voiture engagée dans la saison précédente, la W125 n'est donc plus admissible pour les Grands Prix de l'AIACR en 1938. Lors de la conception de la nouvelle voiture, Mercedes a pris pour base le châssis de la W125. Comme le règlement autorise au choix un moteur atmosphérique d'une cylindrée maximale de 4 500 cm3 ou un moteur suralimenté de 3 000 cm3, Mercedes teste deux moteurs différents et finit par retenir le moteur de 3 litres. Le moteur en V était nettement plus bas que le moteur 8 cylindres en ligne de la W 125, de sorte que la W 154 était nettement plus plate et plus profilée que sa prédécesseur. Afin de maintenir la répartition du poids de la voiture même lorsque l'alimentation en carburant diminuait, un réservoir a été installé à l'arrière et un deuxième (de 180 litres) a été installé devant le conducteur entre le cockpit et le moteur. Pour garantir la position assise du conducteur et que le centre de gravité de la voiture soient aussi bas que possible, le moteur a été incliné vers l'arrière et installé à un angle par rapport au plan central du véhicule.
La carrosserie de la W154 est en aluminium et, comme pour les précédentes Mercedes de Grands Prix, elle n'est pas peinte prenant une couleur argentée, participant à la légende des « Flèches d'Argent ».
La suspension est presque identique à celle de la W125. La suspension arrière se compose d'un tube De Dion, une suspension non-indépendante conçue pour garder les deux roues arrière en parallèle en utilisant un faisceau tubulaire solide. La suspension arrière faisait également appel à des amortisseurs hydrauliques qu'il était possible de régler depuis l'intérieur du cockpit pendant une course.

## Châssis et suspension
Le châssis est largement inspiré de celui de la W125. La structure repose sur des tubes ovales en nickel-chrome molybdène ce qui rend l'ensemble très rigide.
La carrosserie de la W125 était en aluminium peinte dans une couleur argentée, ce qui donna aux Mercedes de l'époque ainsi qu'à la W154 le surnom de Flèches d'Argent.
La suspension également est presque identique à celle de la W125. La suspension arrière est constituée d'un essieu De Dion, une suspension non-indépendante conçue pour garder les deux roues arrière en parallèle en utilisant un faisceau tubulaire solide. L'arrière est doté d'amortisseurs hydrauliques, qu'il est possible de régler depuis l'intérieur du cockpit.

## Moteur et transmission
En raison de la nouvelle réglementation, un tout nouveau moteur est mis au point pour la saison 1938. Le M154 est un V12 2 962 cm3 suralimenté dont la puissance varie entre 425  et   474 chevaux. En 1939, la deuxième version du moteur, faisant appel à deux compresseur Roots avec une pression allant jusqu'à 2,2 bars (plus tard un compresseur à deux étages), est renommée M163. Ce V12 de 2 961,54 cm3 (67,0 × 70,0 mm) développe jusqu'à 450 ch (331 kW) à 8 000 tr/min sur les bancs d'essai. Le véhicule consommait environ 1 litre de carburant spécial par kilomètre. C'est pourquoi la capacité du réservoir de la W 154 était de 400 litres.
Sur le Nürburgring, la vitesse de pointe avec le rapport de démultiplication était de 310 km/h et atteignait presque la valeur de la W 125, beaucoup plus puissante. Pour compenser la plus petite cylindrée moteur par rapport à la W125, la W154 dispose d'une boîte de vitesses manuelle dotée d'une cinquième vitesse. Le premier rapport est protégé par un verrou pour éviter d'être engagé par inadvertance. L'arbre à cardan allant du moteur à la transmission ne pouvait pas être placé au milieu, mais plutôt sur le côté, à côté du siège du conducteur. La transmission manuelle était située sur l'essieu arrière (comme sur la W 125).

## Histoire en course

### 1938
La W154 fait ses débuts dans la saison 1938 en avril, au Grand Prix de Pau, une course hors-championnat. Deux voitures sont engagées pour l'occasion, l'une confiée à Caracciola, l'autre à Lang. Ce dernier s'écrase au cours des essais et laisse Caracciola s'élancer seul. René Dreyfus réalise la pole position sur sa Delahaye et Caracciola termine second tout en ayant réussi à passer ce dernier au départ de la course. Bien qu'il ait réalisé la course en tête, Caracciola souffre de la blessure de sa jambe droite (à la suite de son accident au Grand Prix de Monaco 1933) et, lors de son arrêt ravitaillement, il confie la voiture à Lang. Pendant ce temps, Dreyfus a pris la tête de la course, et n'a pas besoin de ravitailler pour terminer la course alors que la voiture Lang développe un problème de bougie et termine la course à près de deux minutes de Dreyfus. La course suivante, le Grand Prix de Tripoli, à nouveau une course hors-championnat, devient le premier succès de la W154. Les trois voitures, confiées à Lang, Von Brauchitsch et Caracciola se qualifient respectivement première, deuxième et troisième. Le quatrième pilote qualifié, Clemente Biondetti est à plus de trois secondes de Caracciola. Les voitures conservent leurs positions de la grille de départ en course et, bien que von Brauchitsch et Caracciola souffrent des problèmes moteur, le quatrième pilote de la course, Raymond Sommer termine à plus de huit minutes du Regenmeister,.
La première course du championnat d'Europe des pilotes est le Grand Prix de France, qui s'est tenu au circuit de Reims-Gueux. Trois voitures y sont engagées, une pour Caracciola, une pour Von Brauchitsch et une dernière pour Lang. Bien que seulement neuf pilotes soient présents sur la grille de départ, les organisateurs refusent la demande du team manager Alfred Neubauer d'engager comme quatrième pilote Richard Seaman, insistant sur un maximum de trois voitures par équipe. Lang signe la pole position, avec Von Brauchitsch deuxième et Caracciola troisième, avant les deux Auto Union de Christian Kautz et Rudolf Hasse.  Les voitures Mercedes-Benz prennent la tête dès le début de la course et, après deux tours, quatre des voitures à avoir pris le départ ont abandonnée, ne laissant que les Mercedes-Benz et les Talbot dans la course. Ces dernières ont déjà une minute de retard. Lang rencontre des difficultés lors d'un arrêt aux stands, quant au moteur de Caracciola il ne tourne plus que sur onze de ses douze cylindres. Ces problèmes laissent Von Brauchitsch s'emparer de la victoire. Le seul autre pilote à finir est René Carrière dans une Talbot, dix tours derrière.
Trois semaines après le Grand Prix de France intervient la deuxième course de la saison dans le calendrier du championnat d'Europe des pilotes, le Grand Prix d'Allemagne. Quatre W154 sont engagées et elles prennent les quatre premières places sur la grille de départ. Manfred von Brauchitsch s'empare la pole position, suivent Hermann Lang, Richard Seaman et Rudolf Caracciola. Dès le départ, Lang s'empare de la tête de la course, mais doit passer aux stands trois tours plus tard, victime d'un problème de câbles d'huile, le team manager Alfred Neubauer le remplace par le pilote de réserve, Walter Bäumer. Pendant ce temps, Von Brauchitsch a repris la tête alors que Caracciola, ralenti par une douleur abdominale s'arrête au dixième tour et confie sa voiture à Lang. Von Brauchitsch s'arrête au seizième tour pour son deuxième arrêt ravitaillement, suivi de Seaman, second. Pendant l'arrêt de Von Brauchitsch, un mécanicien renverse accidentellement du carburant sur la monoplace qui s'embrase à cause d'une étincelle venant d'un tuyau d'échappement. Dès que le feu est éteint, Von Brauchitsch reprend la piste, mais abandonne dans le même tour. La voiture de Lang, conduite par Bäumer a elle aussi abandonné à cause de problèmes au niveau du moteur. C'est donc Richard Seaman, passé en tête qui remporte l'épreuve, suivi par Rudolf Caracciola.

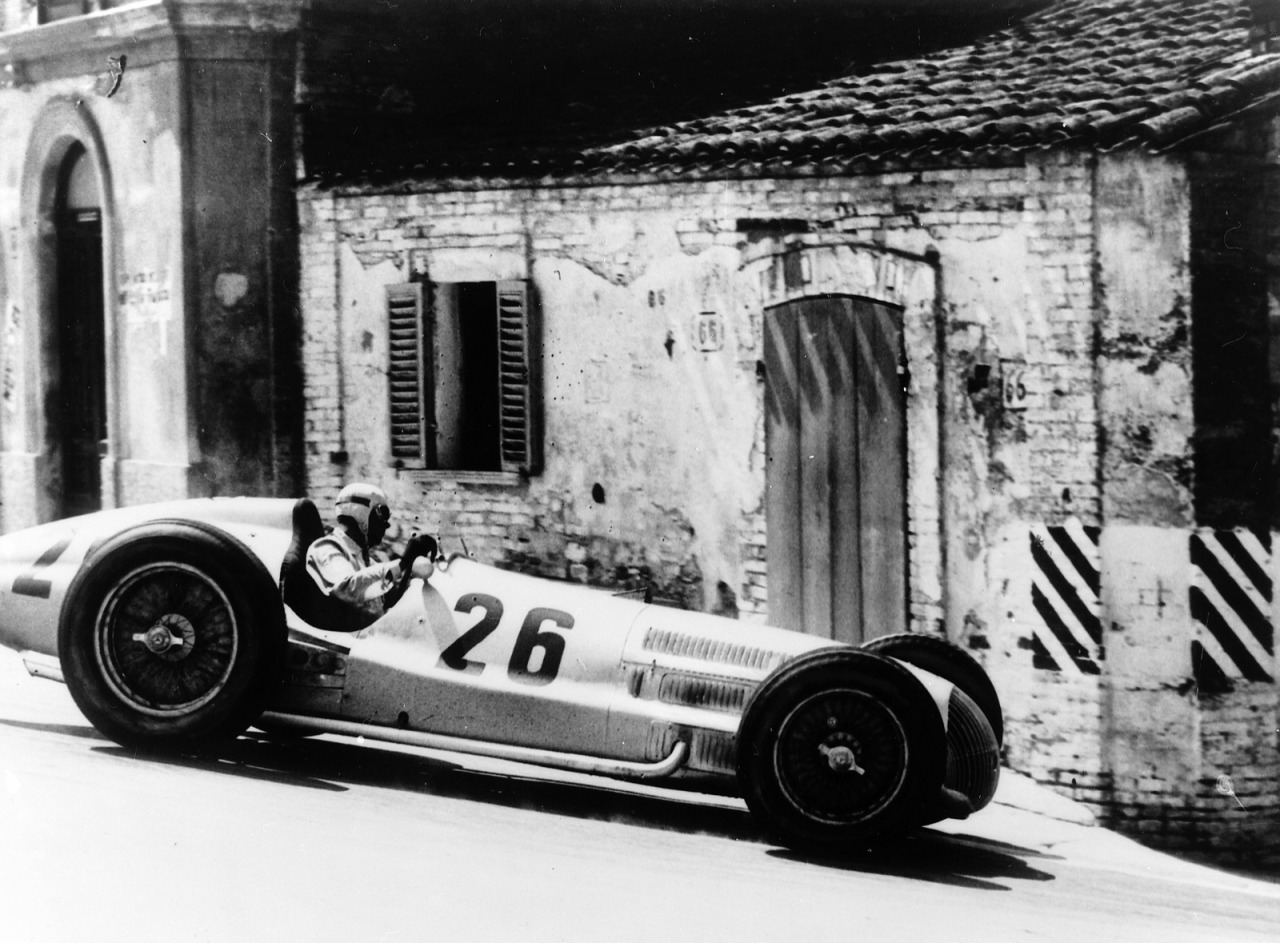
Rudolf Caracciola, Grand Prix automobile de Pescara 1938.

Après le Grand Prix de France, Mercedes-Benz fait le déplacement en Italie pour y disputer deux courses hors championnat : la Coppa Montenero sur le circuit de Livourne et la Coppa Acerbo sur l'immense circuit de Pescara. À la Coppa Montenero, Caracciola est engagé sur une W154 expérimentale, dotée d'un réservoir d'essence plus important et d'un arrière tronqué. La pole position revient à Carlo Felice Trossi sur sa Maserati 8CTF, mais celui-ci abandonne au huitième tour à cause de problèmes au niveau du moteur. Son réservoir s'étant percé, Caracciola abandonne également, laissant Von Brauchitsch sur une autre W154 expérimentale (dotée d'un refroidisseur d'huile supplémentaire) l'emporter devant Lang. Malheureusement, Von Brauchitsch est disqualifié après la course pour avoir reçu de l'aide extérieure à son staff et c'est donc Lang qui est déclaré vainqueur sur tapis vert. Pour la Coppa Acerbo, Mercedes ne parvient pas, pour la deuxième fois consécutive à s'emparer de la pole position et c'est Nuvolari qui signe le meilleur temps des essais sur son Auto Union qui part premier. En course, Nuvolari abandonne sur bris de transmission et laisse Caracciola l'emporter. Les deux autres W154, pilotées par Von Brauchitsch et Lang abandonnent également à cause de problèmes moteur. La voiture de Lang a pris feu lorsqu'une bielle coupe le tuyau de carburant,.

### 1939
En 1939, la W 154 remporta également trois fois quatre Grande Épreuve. Hermann Lang, qui a également remporté la même année le Grand Prix de Tripoli pour les voitures de course de la catégorie Voiturette avec la W 165, a été déclaré champion d'Europe.

### 1947-1957: les 500 miles d'Indianapolis

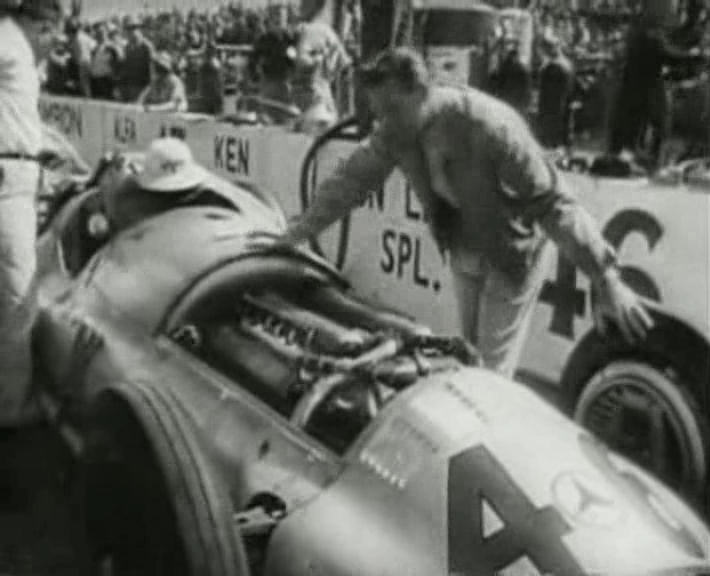
Don Lee sur une W154 aux 500 miles d'Indianapolis 1947.

Après la Seconde Guerre mondiale, la W154 châssis no 9 est découverte en Tchécoslovaquie. C'est la voiture avec laquelle Lang remporta la Coppa Montenero 1938. La voiture est vendue à Don Lee, le propriétaire d'une écurie américaine. Durant la saison 1938, les règles des 500 miles d'Indianapolis sont modifiées et permettent aux voitures européennes de venir s'engager. En 1947, Lee engage la W154 aux mains de son pilote, Duke Nalon. Nalon découvre que Riley Brett, un mécanicien d'Offenhauser, a obtenu quelques documents Mercedes-Benz. Nalon parvient à en obtenir des copies à partir desquelles il permet à son équipe de préparer au mieux que possible le moteur. Le moteur démarre mais au ralenti, l'essence se condense dans le collecteur. Les cylindres arrière se remplissent de carburant, entraînant la rupture de la bielle et du piston. Un nouveau piston est rapidement coulé, juste à temps pour la course.
Bien que Nalon signe le deuxième meilleur tour de qualification, le système de qualification signifie qu'il doive partir de la dix-huitième position. Pendant la course, le piston forgé en remplacement rencontre des problèmes après cent-dix-neuf tours et la voiture doit se retirer de la course.
Nalon n'a pas réengagé pour la course de 1948. Ralph Hepburn qui n'avait pas conduit l'année précédente est choisi pour piloter la W154. Hepburn a ensuite décidé de conduire une Novi pour le compte de Lew Welch. Pendant ce temps, l'un des pilotes de Welch, Chet Miller, avait décidé que le Novi était trop difficile à conduire. Miller accepte de conduire la W154 de Don Lee. Il qualifie la voiture en dix-neuvième position, mais peut participer à la course. Après vingt-neuf tours il doit être relayé par Ken Fowler, ce dernier exténué la cède à Louis Tomei au cinquantième tour de la course. Tomei continue jusqu'au cent-huitième tour, lorsque la voiture commence à rencontrer des problèmes avec l'huile,.
En 1949 Don Lee vend la W154 à Joel Thorne, le propriétaire d'une autre écurie. Thorne enlève le moteur Mercedes d'origine pour y monter un six en ligne, mais comme celui-ci n'est pas adapté au capot moteur de la W154, il faut lui en fabriquer un nouveau. Thorne pilote lui-même la Mercedes mais ne parvient pas à la qualifier,.
Alfred Neubauer assiste à la course de 1949, afin d'évaluer les chances de Mercedes à Indianapolis. Neubauer étudie l'équipe de Lew Welch engageant des Novi, et sur la base des informations qu'il avait acquise, Mercedes tente d'adapter la W154 pour les circuits ovales. Le but était d'engager les voitures aux 500 miles d'Indianapolis 1951. Les voitures sont inscrites pour deux courses à Buenos Aires en Argentine cette année (les 18 et 25 février) et obtiennent respectivement la deuxième et la troisième place avec Lang et Fangio et Kling et Lang. Mercedes décide d'interrompre le programme.
L'ancienne Mercedes de Don Lee fait une dernière apparition à Indianapolis en 1957. La voiture est maintenant la propriété d'Edward Shreve et est désormais dotée d'un six en ligne d'origine Jaguar. Danny Kladis conduit la voiture, mais ne réussit pas à se qualifier pour la course,.

Mercedes-Benz W 154 II (1939) – Original du Musée national de l'Automobile
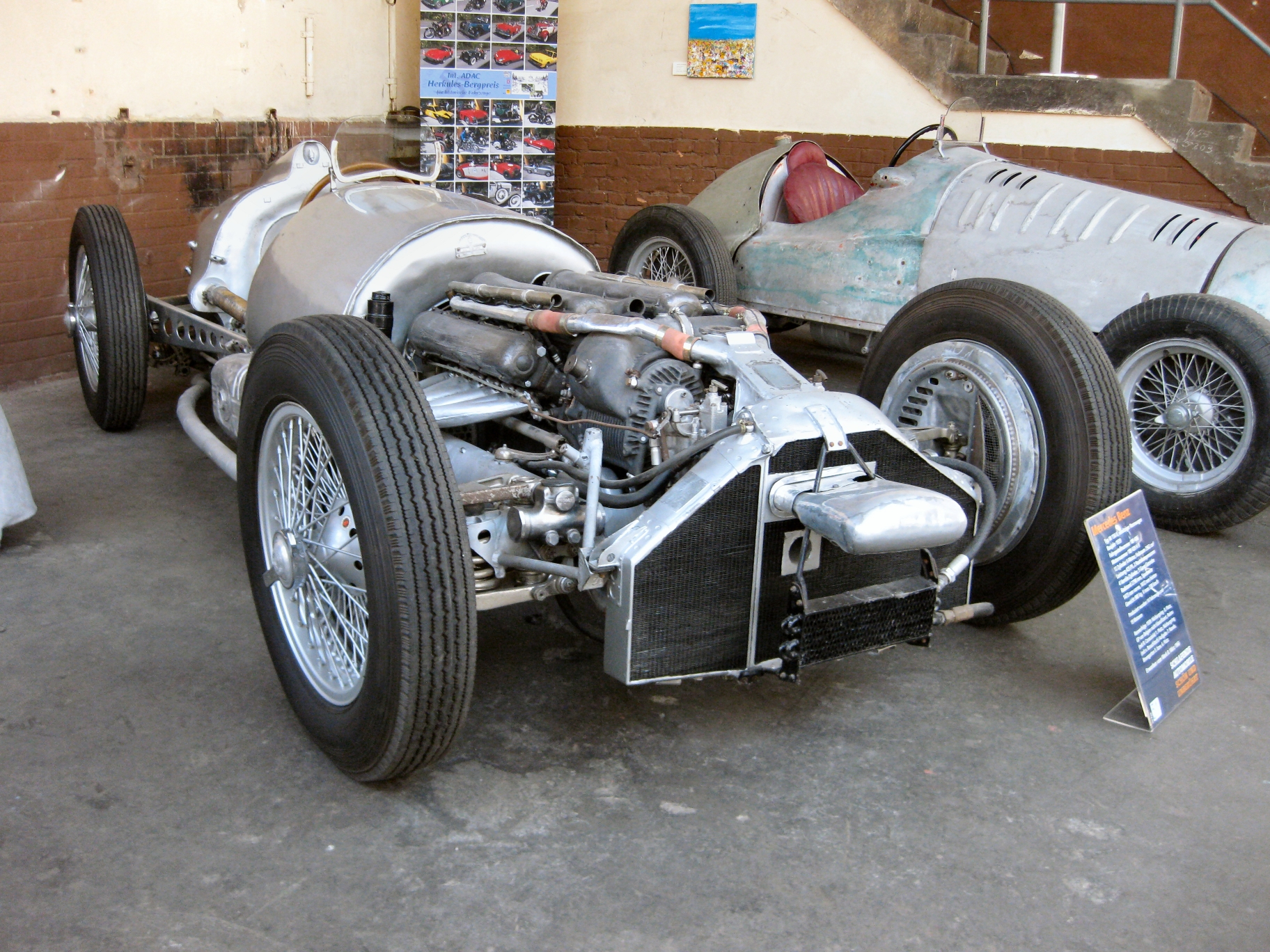
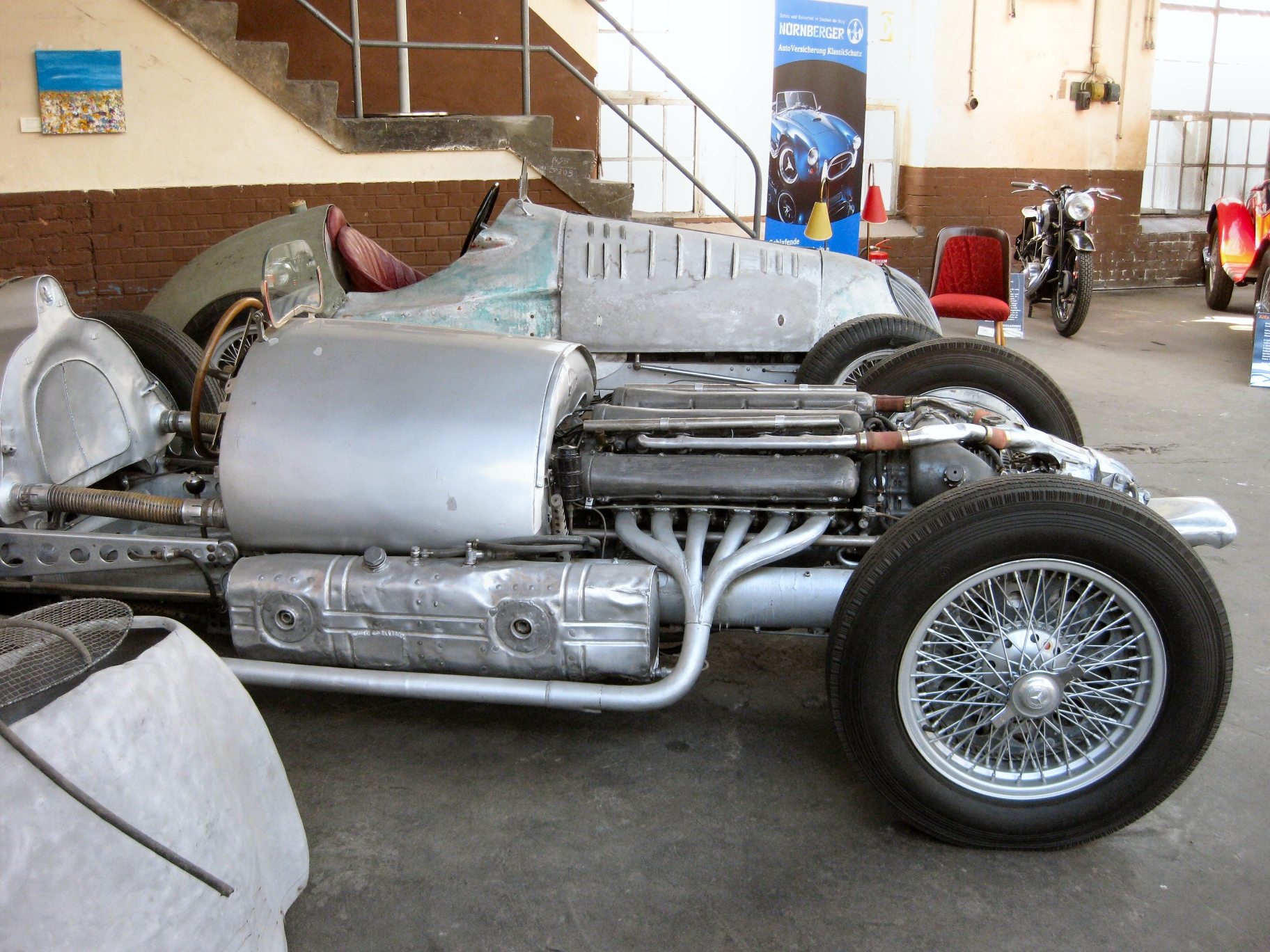
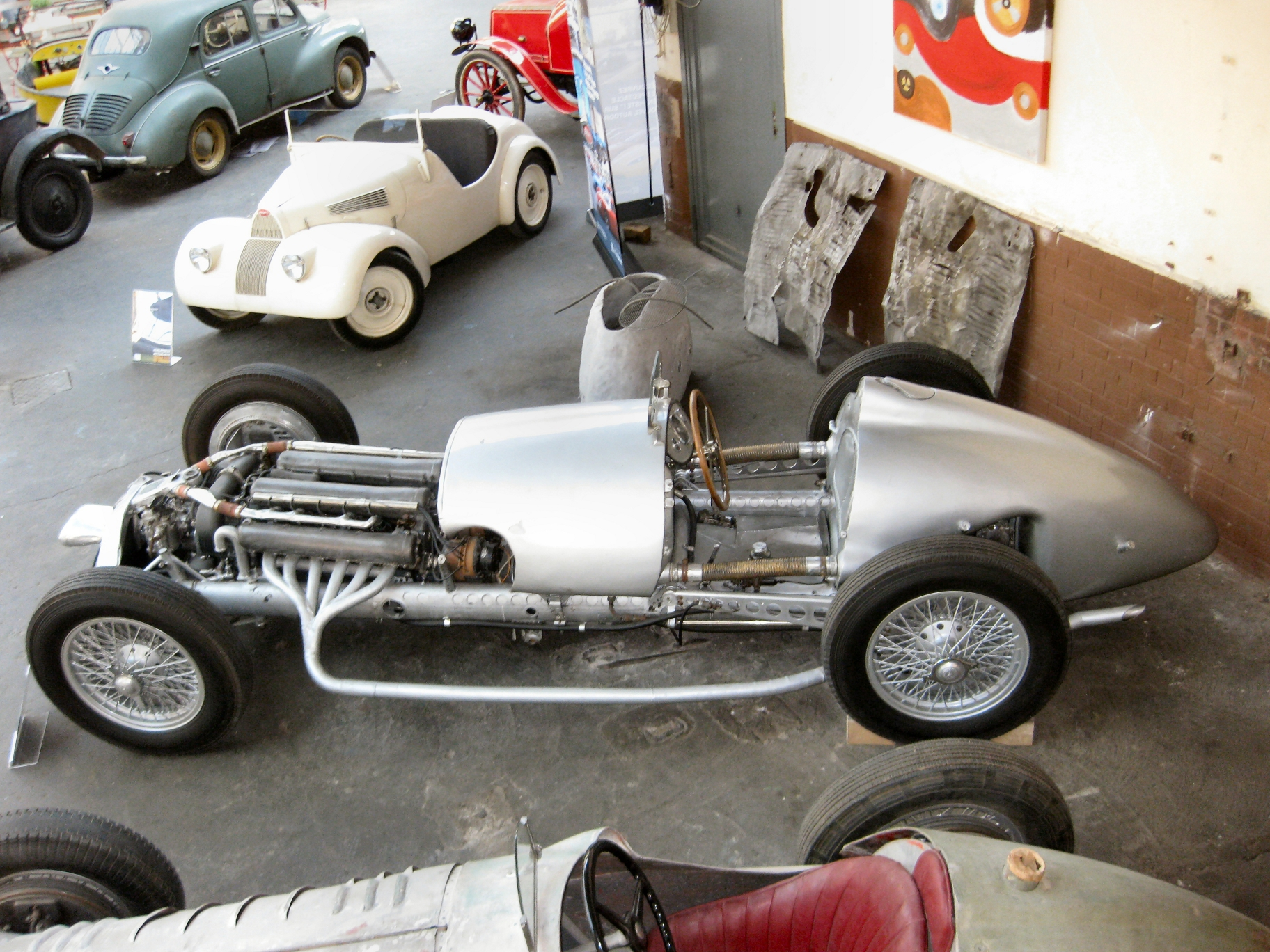
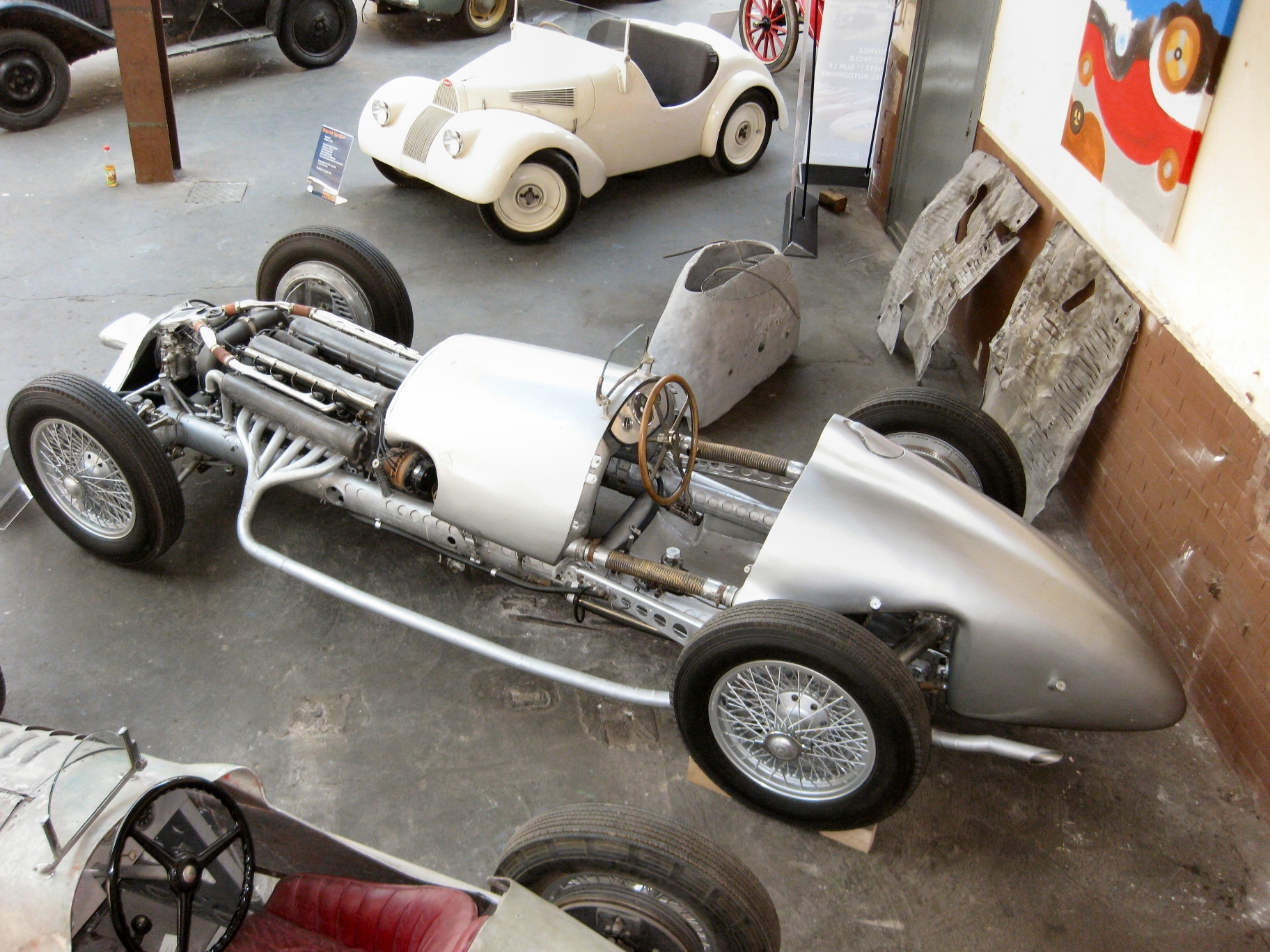
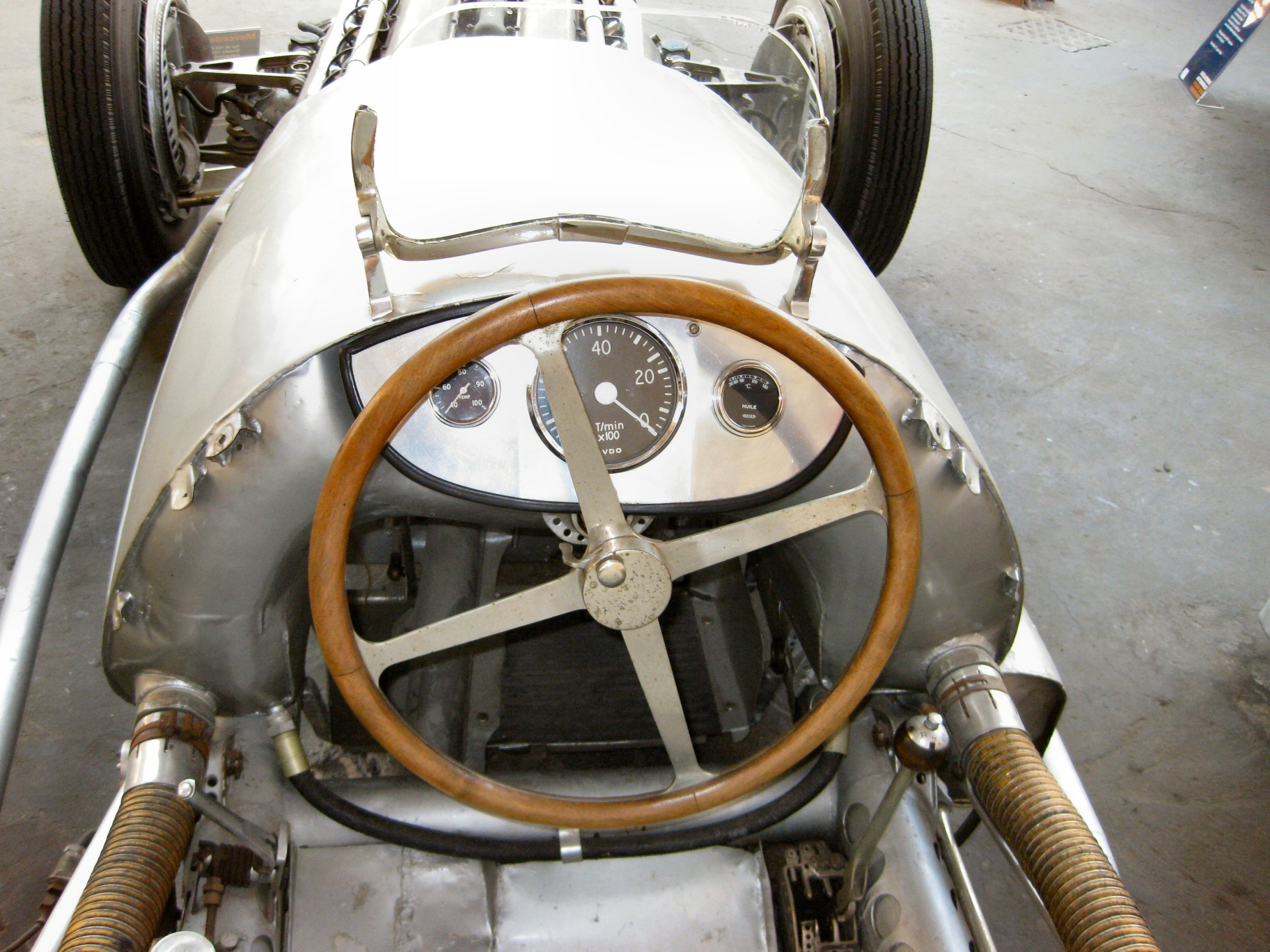
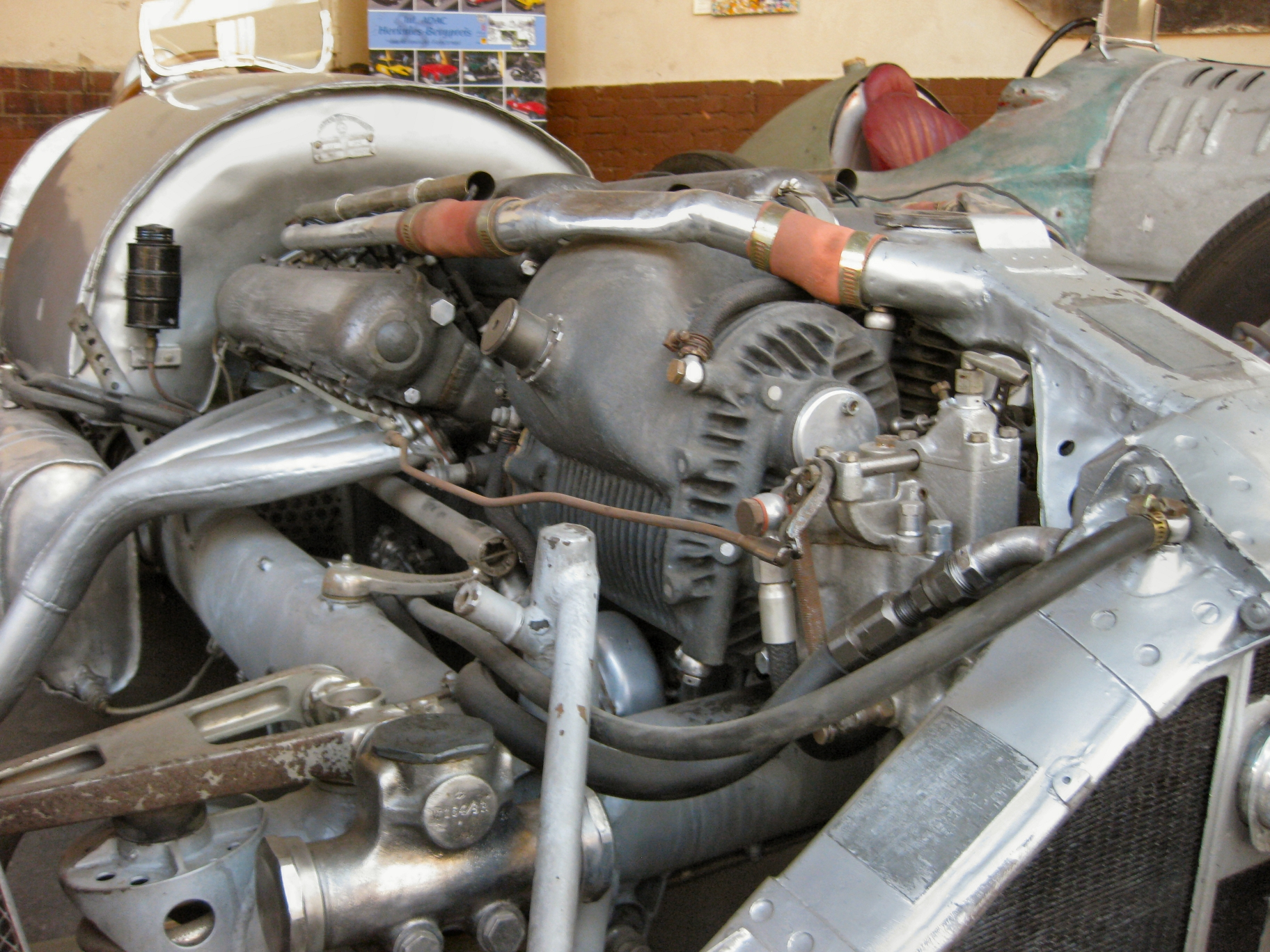
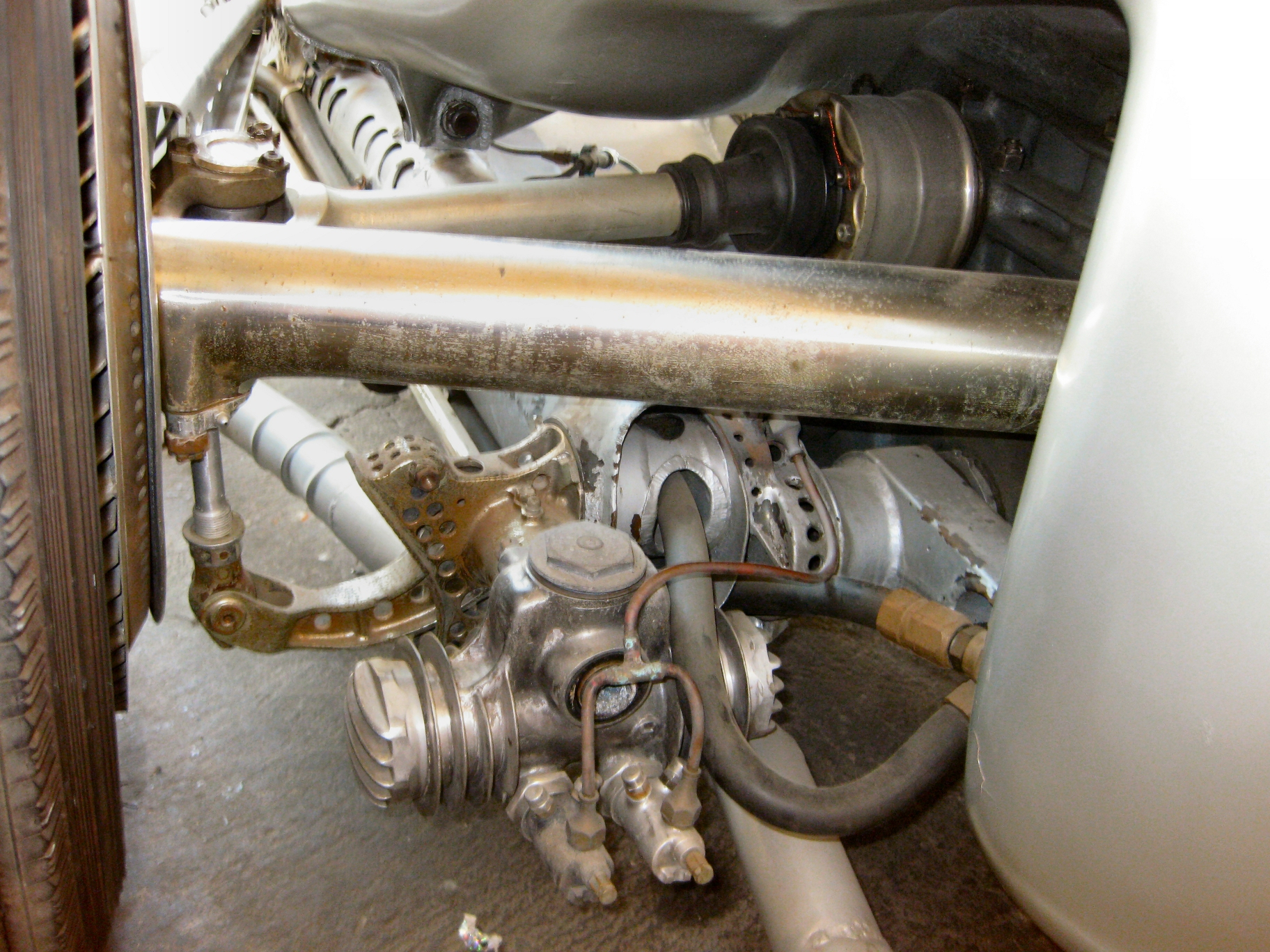

## Résultats complets

### Résultats en Championnat d'Europe des pilotes

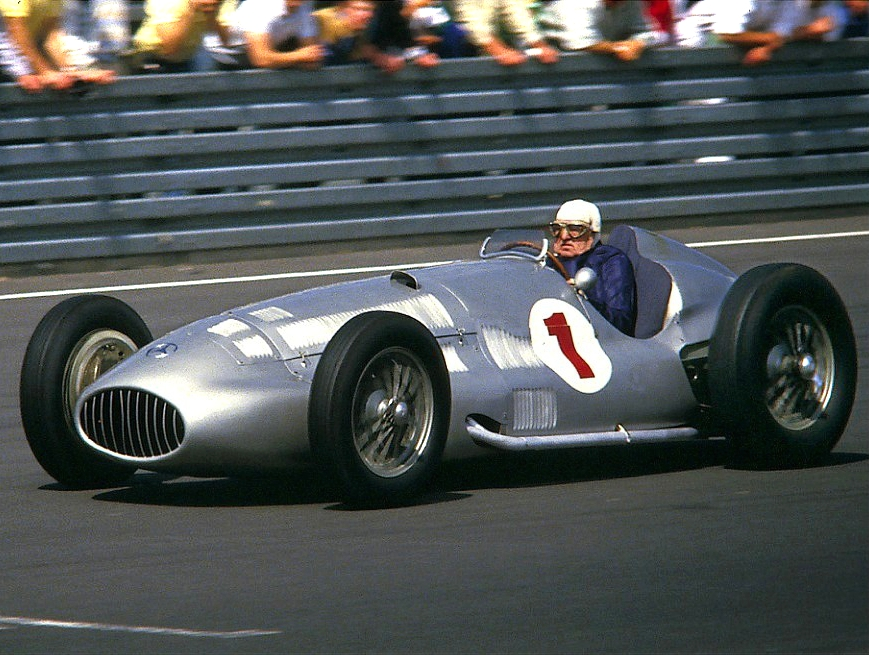
Une W154 en démonstration au Nürburgring en 1986, pilotée par Hermann Lang.

| Année | Écurie          | Moteur             | Pilotes                 | Courses | Courses | Courses | Courses | Classement  | Points inscrits |
| Année | Écurie          | Moteur             | Pilotes                 | 1       | 2       | 3       | 4       | Classement  | Points inscrits |
| ----- | --------------- | ------------------ | ----------------------- | ------- | ------- | ------- | ------- | ----------- | --------------- |
| 1938  | Daimler-Benz AG | Mercedes-Benz M154 |                         | FRA     | ALL     | SUI     | ITA     |             |                 |
| 1938  | Daimler-Benz AG | Mercedes-Benz M154 | Hermann Lang            | 3e      | Abd     | 10e     | Abd     | 3e          | 17              |
| 1938  | Daimler-Benz AG | Mercedes-Benz M154 | Manfred von Brauchitsch | 1er     | Abd     | 3e      | Abd     | 2e          | 15              |
| 1938  | Daimler-Benz AG | Mercedes-Benz M154 | Rudolf Caracciola       | 2e      | 2e      | 1re     | 3e      | Champion    | 8               |
| 1938  | Daimler-Benz AG | Mercedes-Benz M154 | Richard Seaman          |         | 1er     | 2e      | Abd     | 4e          | 18              |
| 1939  | Daimler-Benz AG | Mercedes-Benz M163 |                         | BEL     | FRA     | ALL     | SUI     |             |                 |
| 1939  | Daimler-Benz AG | Mercedes-Benz M163 | Hermann Lang            | 1er     | Abd     | Abd     | 1er     | 2e          | 14              |
| 1939  | Daimler-Benz AG | Mercedes-Benz M163 | Manfred von Brauchitsch | 3e      | Abd     | Abd     | 3e      | 4e ex æquo  | 19              |
| 1939  | Daimler-Benz AG | Mercedes-Benz M163 | Rudolf Caracciola       | Abd     | Abd     | 1er     | 2e      | 3e          | 17              |
| 1939  | Daimler-Benz AG | Mercedes-Benz M163 | Richard Seaman          | Abd     |         |         |         | 25e ex æquo | 29              |
| 1939  | Daimler-Benz AG | Mercedes-Benz M163 | Heinz Brendel           |         |         | Abd     |         | 30e ex æquo | 31              |
| 1939  | Daimler-Benz AG | Mercedes-Benz M163 | Hans-Hugo Hartmann      |         |         |         | 6e      | 16e ex æquo | 28              |

Légende (1931 / 1935-1939)
- Vainqueur : 1 point
- Deuxième : 2 points
- Troisième : 3 points
- Quatrième ou complété à plus de 75 % : 4 points
- Complété entre 50 et 75 % : 5 points
- Complété 25 et 50 % : 6 points
- Complété à moins de 25 % : 7 points
- N'a pas participé (np) : 8 points
- Disqualifié (dsq) : 8 points
- En gras : pole position
- En italique : meilleur tour en course
- * : voiture partagée

Légende (1932)
- Vainqueur : 1 point
- Deuxième : 2 points
- Troisième : 3 points
- Quatrième : 4 points
- Cinquième : 5 points
- Autre partant : 6 points
- Disqualifié (dsq) : 6 points
- N'a pas participé (np) : 7 points
- En gras : pole position
- En italique : meilleur tour en course
- * : voiture partagée

### Résultats en course hors-championnat
| Année | Course                   | Circuit        | Catégorie                      | Pilote                              | Classement | Résultats |
| ----- | ------------------------ | -------------- | ------------------------------ | ----------------------------------- | ---------- | --------- |
| 1938  | Grand Prix de Pau        | Pau            | Grand Prix                     | Rudolf Caracciola Hermann Lang      | 2e         | Résultats |
| 1938  | Grand Prix de Tripoli    | La Mellaha     | Grand Prix †                   | Hermann Lang                        | 1er        | Résultats |
| 1938  | Grand Prix de Tripoli    | La Mellaha     | Grand Prix †                   | Manfred von Brauchitsch             | 2e         | Résultats |
| 1938  | Grand Prix de Tripoli    | La Mellaha     | Grand Prix †                   | Rudolf Caracciola                   | 3e         | Résultats |
| 1938  | Coppa Ciano              | Livourne       | Grand Prix                     | Hermann Lang                        | 1er        | Résultats |
| 1938  | Coppa Ciano              | Livourne       | Grand Prix                     | Rudolf Caracciola                   | Abd        | Résultats |
| 1938  | Coppa Ciano              | Livourne       | Grand Prix                     | Manfred von Brauchitsch             | Dsq        | Résultats |
| 1938  | Coppa Acerbo             | Pescara        | Grand Prix                     | Rudolf Caracciola                   | 1er        | Résultats |
| 1938  | Coppa Acerbo             | Pescara        | Grand Prix                     | Hermann Lang                        | Abd        | Résultats |
| 1938  | Coppa Acerbo             | Pescara        | Grand Prix                     | Manfred von Brauchitsch             | Abd        | Résultats |
| 1938  | Grand Prix de Donington  | Donington Park | Grand Prix                     | Hermann Lang                        | 2e         | Résultats |
| 1938  | Grand Prix de Donington  | Donington Park | Grand Prix                     | Richard Seaman                      | 3e         | Résultats |
| 1938  | Grand Prix de Donington  | Donington Park | Grand Prix                     | Manfred von Brauchitsch             | 5e         | Résultats |
| 1938  | Grand Prix de Donington  | Donington Park | Grand Prix                     | Walter Bäumer                       | Abd        | Résultats |
| 1939  | Grand Prix de Pau        | Pau            | Grand Prix                     | Hermann Lang                        | 1er        | Résultats |
| 1939  | Grand Prix de Pau        | Pau            | Grand Prix                     | Manfred von Brauchitsch             | 2e         | Résultats |
| 1939  | Grand Prix de Pau        | Pau            | Grand Prix                     | Rudolf Caracciola                   | Abd        | Résultats |
| 1939  | Eifelrennen              | Nürburgring    | Grand Prix                     | Hermann Lang                        | 1er        | Résultats |
| 1939  | Eifelrennen              | Nürburgring    | Grand Prix                     | Rudolf Caracciola                   | 3e         | Résultats |
| 1939  | Eifelrennen              | Nürburgring    | Grand Prix                     | Manfred von Brauchitsch             | 4e         | Résultats |
| 1939  | Eifelrennen              | Nürburgring    | Grand Prix                     | Hans-Hugo Hartmann                  | 8e         | Résultats |
| 1939  | Eifelrennen              | Nürburgring    | Grand Prix                     | Richard Seaman                      | Abd        | Résultats |
| 1939  | Grand Prix de Belgrade   | Kalemegdan     | Grand Prix                     | Manfred von Brauchitsch             | 2e         | Résultats |
| 1939  | Grand Prix de Belgrade   | Kalemegdan     | Grand Prix                     | Hermann Lang                        | Abd        | Résultats |
| 1947  | 500 miles d'Indianapolis | Indianapolis   | American National Championship | Duke Nalon                          | Abd        | Résultats |
| 1948  | 500 miles d'Indianapolis | Indianapolis   | American National Championship | Chet Miller* Ken Fowler Louis Tomei | Abd        | Résultats |
| 1949  | 500 miles d'Indianapolis | Indianapolis   | American National Championship | Joel Thorne                         | Nq         | Résultats |
| 1951  | Grand Prix Juan Perón    | Costanera      | Formule Libre                  | Hermann Lang                        | 2e         | Résultats |
| 1951  | Grand Prix Juan Perón    | Costanera      | Formule Libre                  | Juan Manuel Fangio                  | 3e         | Résultats |
| 1951  | Grand Prix Juan Perón    | Costanera      | Formule Libre                  | Karl Kling                          | 6e         | Résultats |
| 1951  | Grand Prix Eva Perón     | Costanera      | Formule Libre                  | Karl Kling                          | 2e         | Résultats |
| 1951  | Grand Prix Eva Perón     | Costanera      | Formule Libre                  | Hermann Lang                        | 3e         | Résultats |
| 1951  | Grand Prix Eva Perón     | Costanera      | Formule Libre                  | Juan Manuel Fangio                  | Abd        | Résultats |
| 1957  | 500 miles d'Indianapolis | Indianapolis   | American National Championship | Danny Kladis                        | Nq         | Résultats |

† Les voitures de la classe Grand Prix couraient en même temps que les voitures de classe voiturette.
* Fowler et Tomei ont relayé Miller. Miller conduit du premier tour au tour 29, Fowler conduit du tour 30 au tour 50 et Tomei conduit du tour 51 au tour 108, jusqu'à l'abandon sur problème mécanique.

### Résultats en course de côte
| Année | Course              | Circuit              | Pilote       | Résultat |
| ----- | ------------------- | -------------------- | ------------ | -------- |
| 1939  | Höhenstraßen Rennen | Kahlenberg, Autriche | Hermann Lang | 1er      |